# 伊格爾 (密西根州)
伊格爾（英語：Eagle）是位於美國密西根州克林頓縣的一個村。

## 人口
根據2020年美國人口普查的數據，伊格爾的面積為0.32平方千米，當中陸地面積為0.32平方千米，而水域面積為0.00平方千米。當地共有人口122人，而人口密度為每平方千米381人。